# Finanzamt Flensburg

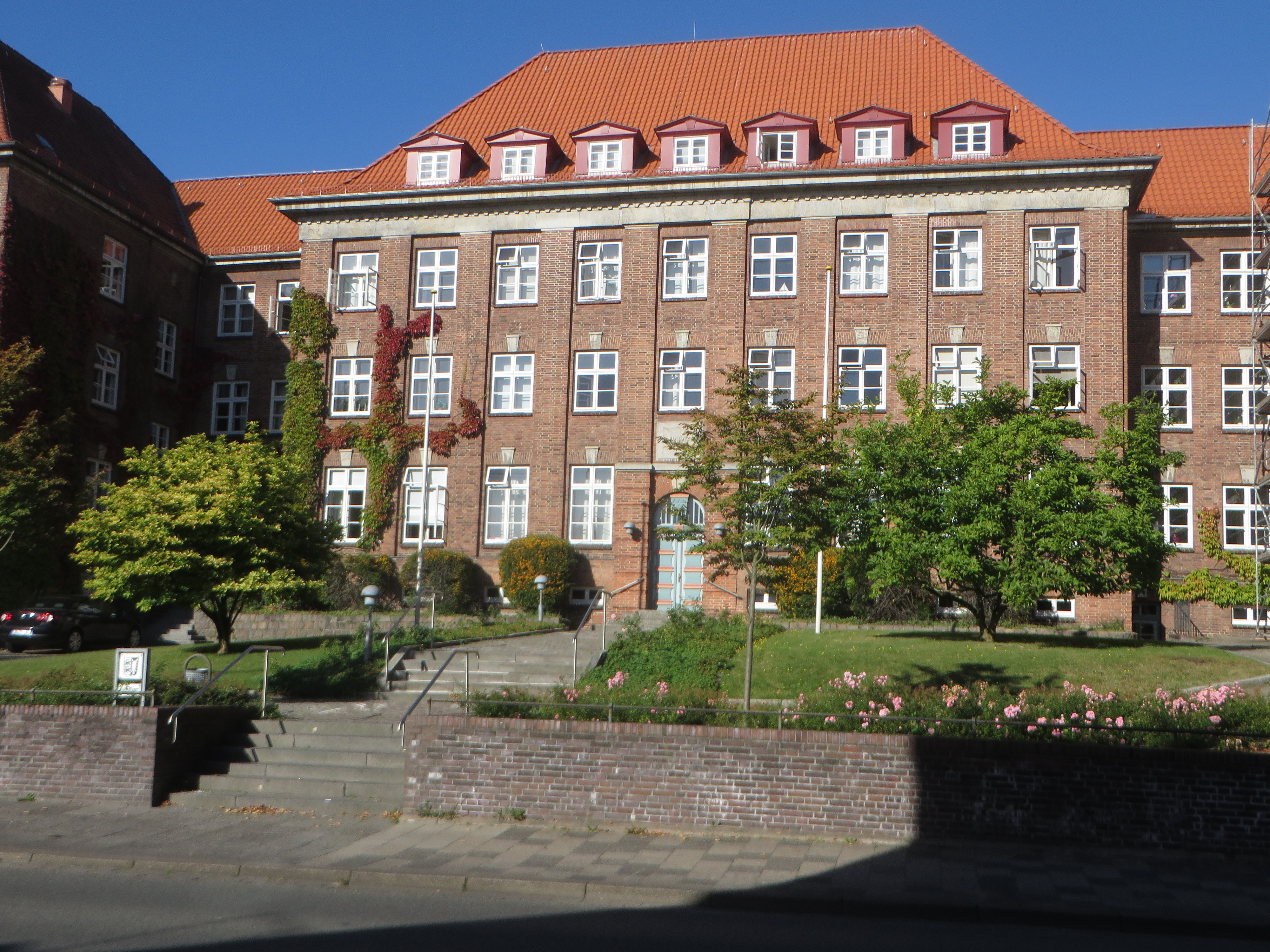
Finanzamt Flensburg, Haupteingang zum Burgplatz hin (2011)

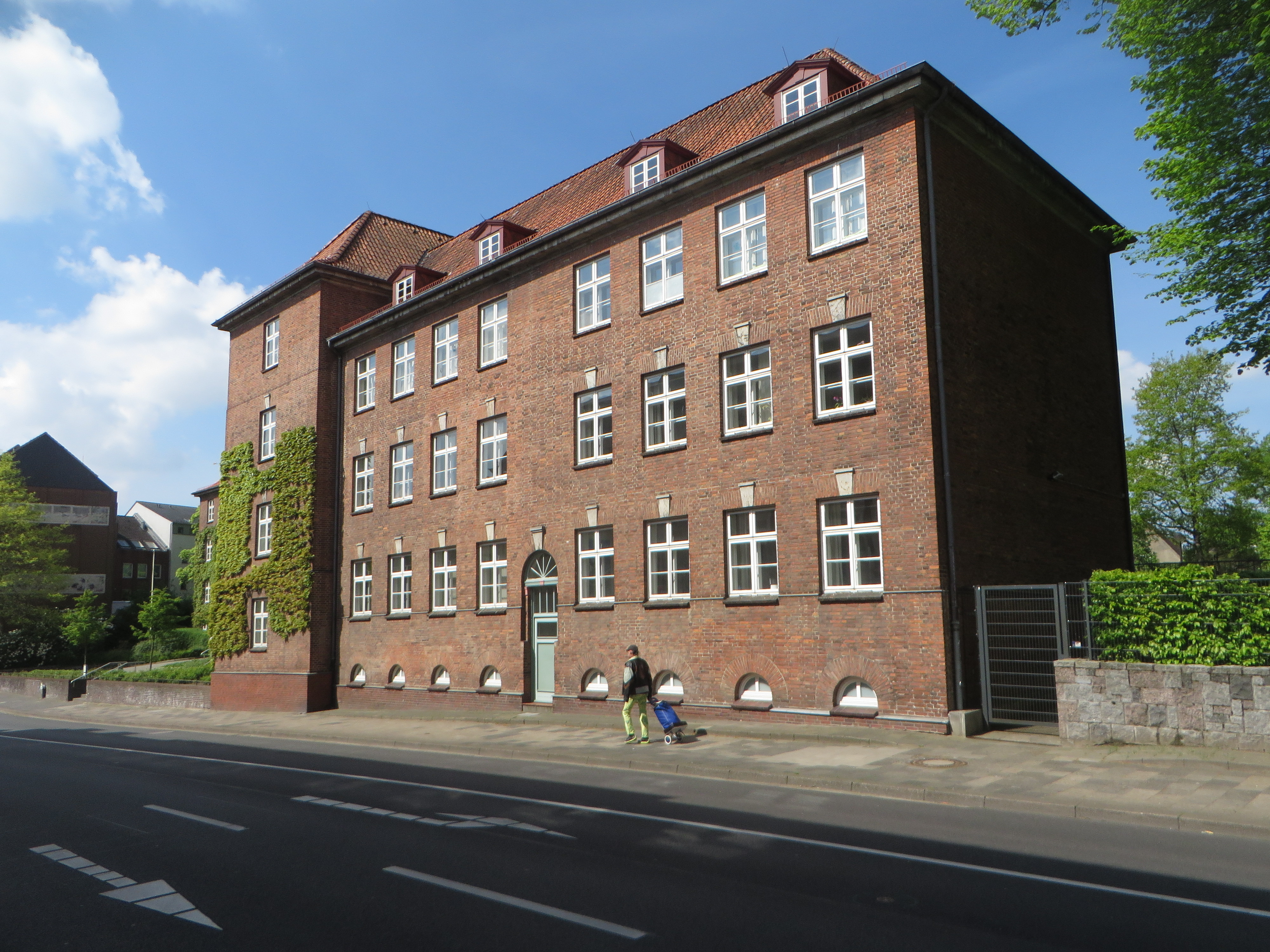
Gebäudeflügel an der Duburger Straße, Ecke Waldstraße (2017)

Das Finanzamt Flensburg ist das Finanzamt der Stadt Flensburg, das  dem Finanzministerium des Landes Schleswig-Holstein untersteht. Das 1923/24 errichtete Gebäude gehört zu den Kulturdenkmalen des Stadtteils Westliche Höhe.

## Hintergrund
Schon in dänischer Herrschaftszeit diente der Stadtbezirk Duburg als eine administrative Enklave und entwickelte sich anschließend zum Sitz von Behörden. Das Finanzamt Flensburg wurde dort nach dem Ersten Weltkrieg vom Reichsbauamt Flensburg nach Plänen des Architekten Wilhelm Penners errichtet, der im Laufe seines Lebens des Weiteren in Aachen, Cuxhaven, Kiel, Königsberg und Hannover wirkte. Penner errichtete das Finanzamt als mehrflügelige Backsteingebäude, in barockisierenden Formen des Heimatschutzstils. Das Finanzamt fand seinen Platz auf dem Gelände eines ehemaligen Garnisonslazarettes, in Nachbarschaft der damals noch existierenden Duburg-Kaserne. Besagte Kaserne wurde erst 1990 abgebrochen und durch ein neues lokales Arbeitsamtsgebäude ersetzt. Das Finanzamt erhielt damit eine besondere städtebaulich Position zugewiesen. Das Finanzamt trägt die Adresse Duburger Straße 58–64, liegt aber zugleich am oberen Ende des Burgplatzes den es nach Nordwesten abschließt. In der Sichtachse des Burplatzes befindet sich der Vorhof des Finanzamtsgebäudes. Eine Freitreppe führt zum Haupteingang, über dem die Steinrelieftafel mit der Inschrift „Finanzamt“ hängt. Im Mittelbau befand sich ursprünglich das eigentliche Finanzamt, im Nordflügel befanden sich Zolldienststellen und das Reichsbauamt. Dienstwohnungen befanden sich im Südflügel und im Straßentrakt, was baulich anhand der dortigen Balkone gut erkennbar ist. Das Gebäude wird nach oben durch niedrige Walmdächer abgeschlossen.
1981 wurde das Finanzamt auf der rückwärtigen Westseite des Gebäudes durch Anbauten erweitert. Die Anbauten sind vom Burgplatz nicht einzusehen. Im Norden des Finanzamtes liegt der Parkplatz der Behörde. Von der dortigen Zufahrtsstraße Waldstraße ist der besagte Anbau der Architekten Sönke Blaue und Christian Polacsek gut erkennbar. Für diesen zweigeschossigen, kreuzförmigen Anbau wurden primär rote Ziegelsteine verwendet, ergänzt durch eine Holzkonstruktion im Äußeren und im Inneren. Der Architekt erhielt für die Verwaltungsbauerweiterung den BDA-Preis 1984.